# Václav Kopecký
Václav Kopecký (27. srpna 1897 Kosmonosy – 5. srpna 1961 Praha) byl český komunistický novinář, politik, ministr informací a ministr kultury.
Byl předním ideologem a propagandistou KSČ. Po roce 1948 se aktivně podílel na přípravě politických procesů s odpůrci režimu. Patřil k nejtvrdším stalinistům, sovětskému diktátoru zůstal věrný i po jeho smrti a odsouzení kultu osobnosti. Ještě počátkem 60. let patřil k posledním, kteří obhajovali Stalina v Československu. Po celá čtyři desetiletí byl také bezvýhradným následovníkem politiky Sovětského svazu, sovětské zájmy pro něj byly vždy nadřazeny zájmům Československa.

## Život
Narodil se jako třinácté dítě v rodině malého živnostníka a funkcionáře Sokola. Zapsal se na Právnickou fakultu Univerzity Karlovy, studia ale nedokončil. Jako student se stal členem sociálnědemokratické mládežnické organizace, později se však přiklonil k marxismu a v roce 1921 se stal zakládajícím členem KSČ. Jako novinář v té době přispíval do Rovnosti, Pravdy, Dělnického deníku a od roku 1928 byl redaktorem Rudého práva.
V letech 1929–1938 byl poslancem československého parlamentu za KSČ. Když byla v říjnu 1938 zastavena činnost KSČ, odešel Václav Kopecký do SSSR, kde pobýval až do roku 1945 spolu s Klementem Gottwaldem a dalšími významnými českými komunisty. Po osvobození Československa v roce 1945 trvale ovlivňoval veřejný život jako člen vlády (již od 4. dubna 1945 ministr v první vládě Národní fronty), poslanec a člen Ústředního výboru KSČ a jeho předsednictva.
Zemřel v Praze na plicní embolii. Byl mu uspořádán státní pohřeb.

### Rodinný život
Václav Kopecký měl manželku Hermínu (1903–1953) a syna Ivana (* 1925). Ti s ním pobývali i v době jeho válečné emigrace v Sovětském svazu. Syn Ivan Kopecký vystudoval v SSSR práva. Po válce působil v 50. letech na ministerstvu zahraničních věcí a byl radou na čs. zastupitelském úřadě v Moskvě.
Političtí protivníci chtěli proti Kopeckému v roce 1947 využít sňatek Lídy Baarové, která byla v této době osočována z kolaborace, s Janem Kopeckým. Dle jeho oponentů byli oba Kopečtí v příbuzenském vztahu a Václav Kopecký se údajně objevil na svatbě tohoto páru. Po své úspěšné obraně se mu dostalo v tisku veřejné omluvy. Příbuzenský vztah obou Kopeckých je nejasný, Václav Kopecký příbuznost již v roce 1947 veřejně odmítl. V současnosti se objevují různé teze o jejich příbuznosti, dokonce takové, že Jan Kopecký byl údajným synem Václava Kopeckého. Nejčastěji se udává, že Jan Kopecký byl synovcem Václava Kopeckého. Naopak se ale Václav Kopecký hrdě hlásil k odkazu svého předka Matěje Kopeckého, českého loutkového divadelníka a obrozence, také z těchto důvodů sám finančně podporoval loutková i jiná divadla. V tomto ohledu lze zmínit, že i Jan Kopecký, manžel Lídy Baarové, je spojován s loutkářským rodem Kopeckých.

## Politika
Od počátku své kariéry byl věrným spojencem Klementa Gottwalda. Na V. sjezdu KSČ v roce 1929 byl jedním z tzv. „karlínských kluků“, kteří se v sekretariátu v Sokolovské ulici v Karlíně v čele s Gottwaldem zmocnili vedení strany. Ve vedení strany zůstal až do své smrti. Z KSČ následně odešla většina zakládajících členů a v následujících volbách ztratila 3 procentní body.
V letech 1931–1938 byl poslancem Národního shromáždění republiky Československé a byl rovněž členem nejvyššího vedení KSČ. Zároveň byl po celá 30. léta 20. století informátorem Kominterny a sovětských vedoucích míst o situaci v Československu a v komunistické straně. V roce 1931 pronesl v parlamentu projev, ve kterém ostře kritizoval vládu za pošlapání práv sudetských Němců, a prohlásil, že komunisté budou hájit právo sudetských Němců na sebeurčení. V polovině 30. let ale komunisté na příkaz Kominterny otočili a začali hájit demokratické Československo proti nacismu.
Od roku 1938 až do konce druhé světové války působil v exilu v Moskvě. Účastnil se jednání komunistů s Edvardem Benešem v Moskvě v prosinci 1943 a podílel se na vytvoření Košického vládního programu. Během pobytu v Moskvě se pokoušel získat Gottwaldovo místo ve vedení strany a došlo k jeho osobní roztržce s Gottwaldem i jeho manželkou. Zpět do vlasti se po válce vrátil jako ministr.
Po únoru 1948 se jako jeden z nejvlivnějších představitelů KSČ aktivně podílel na přípravě, ideologii i propagandě politických monstrprocesů. Patřil k hlavním příznivcům trestu smrti a nejvyšších trestů pro odpůrce socialismu. V procesu se skupinou Rudolfa Slánského prosadil popravu Otto Šlinga a později perzekuci Marie Švermové. Jeho likvidační řeč proti Švermové je ukázkou Kopeckého krutosti a bezohledného pletichářství.
Jako ministr kultury měl zásadní vliv na kulturní politiku v Československu a byl neúnavným propagátorem socialistického realismu. Zasloužil se o vytvoření kultu Julia Fučíka.
Kopecký proslul svým smyslem pro humor, který dosahoval až obhroublé podoby. Dokonce i své oficiální projevy „zpestřoval“ různými vtipy.

### Vládní funkce
- V letech 1945–1953 působil ve všech vládách jako ministr informací (od 7. října 1948 ministerstvo informací a osvěty[23]; první a druhá vláda Zdeňka Fierlingera, první a druhá vláda Klementa Gottwalda a vláda Antonína Zápotockého a Viliama Širokého), dokud nebylo toto ministerstvo 31. ledna 1953 zrušeno.
- Od 31. ledna 1953 zastával funkci náměstka předsedy vlády ve vládě Antonína Zápotockého a Viliama Širokého a druhé a třetí vládě Viliama Širokého (14. září 1953 – 12. prosince 1954 jako první náměstek předsedy vlády).
- V období 14. září 1953 – 12. prosince 1954 působil jako ministr kultury ve vládě Antonína Zápotockého a Viliama Širokého.

## Umělecké zobrazení Václava Kopeckého
| Jan Budař   | České století, režie Robert Sedláček, 2013 |
| Pavel Nečas | Televise bude!, režie Jan Bušta, 2014      |
| Karel Dobrý | Bohéma, režie Robert Sedláček, 2017        |

## Ocenění
- V letech 1961–1968 po něm bylo pojmenováno dnešní Strossmayerovo náměstí v Praze.[25]
- V roce 1955 obdržel Řád Klementa Gottwalda[26]
- Byl nositelem zahraničních vyznamenání[5]

## Dílo
- Třicet let KSČ (1951)
- ČSR a KSČ (1960)